# سرژ دنی
سرژ دنِی (فرانسوی: Serge Daney‎; ۴ ژوئن ۱۹۴۴ – ۱۲ ژوئن ۱۹۹۲) منتقد برجستهٔ سینما و تلویزیون اهل فرانسه و از چهره‌های مطرح کایه دو سینما بود.
او از نقد فیلم به نقد تلویزیون و سپس به نظریه‌ای شخصی دربارهٔ تصویر رسید. دنی با وجود نقش تاثیرگذارش در کشورهای انگلیسی‌زبان کمتر شناخته‌شده‌است.